# لبريميين (لعجاين)
لبريميين هو دُوَّار يقع بجماعة أولاد سلمان، إقليم آسفي، جهة مراكش آسفي في المملكة المغربية. ينتمي الدوّار لمشيخة لعجاين التي تضم 11 دوار. يقدر عدد سكانه بـ 177 نسمة حسب الإحصاء الرسمي للسكان والسكنى لسنة 2004.

## روابط خارجية
- البوابة الوطنية للجماعات الترابية نسخة محفوظة 12 مارس 2018 على موقع واي باك مشين.
- المندوبية السامية للتخطيط